# Bandera de Avilés

Pendón de Avilés.

Bandera del Stadium Avilesino adoptada por el concejo.

En Avilés (Principado de Asturias, España) se vienen usando dos enseñas municipales distintas, la bandera y el pendón, aunque ninguna de las dos tiene sanción legal.

## Bandera
La bandera es rectangular, y, aunque en el último Manual de Identidad Corporativa del Ayuntamiento de Avilés se describe como dividida en tres franjas horizontales de igual tamaño, azules (Pantone 293) la superior y la inferior, y blanca la central, con el escudo en el centro, no existe disposición legal que la sancione, y la que históricamente ha usado el ayuntamiento tiene la franja central, blanca, de doble tamaño que cada una de las azules. 
Los colores tienen su origen en los propios del club de fútbol Stadium Avilesino (Real Avilés C. F. en la actualidad), el equipo local. Fundado en 1903, adoptó como colores del club a principios de la década de los años 20 los blanquiazules, debido a que un avilesino, Eusebio Fernández Muñíz, que llegó a ser vicepresidente del club barcelonés Sociedad Española de Football (RCD Español en la actualidad), gestionó la compra de equipación deportiva con la firma que vestía al conjunto catalán. De esta forma, el club de fútbol local adoptó el azul y blanco de la camiseta del cuadro catalán.
A los pocos años, la bandera futbolística se convirtió en un símbolo de la ciudad. En ello tuvo una gran influencia la costumbre de los confiteros de Avilés de coronar el tradicional mantecado de las Fiestas de El Bollo, en Pascua, con una banderita de papel blanquiazul. Fue en la década de 1950 cuando empezó a colgarse del balcón del Ayuntamiento la bandera azul y blanca. Desde entonces, su uso se hizo común y la enseña futbolística derivó en enseña municipal.

## Pendón
Al mismo tiempo, el pendón de Avilés permaneció en el salón de recepciones del Ayuntamiento. Los actos más solemnes en Avilés fueron siempre presididos por el pendón tradicional, de forma corneta, color carmesí, y con el escudo de la ciudad en el centro. Todavía preside el gran salón del Ayuntamiento. En la primera mitad del siglo XX el pendón se colgaba del balcón central del ayuntamiento en las fiestas y en actos oficiales.